# 阿拉貝格山
48°0′40″N 15°51′47″E / 48.01111°N 15.86306°E

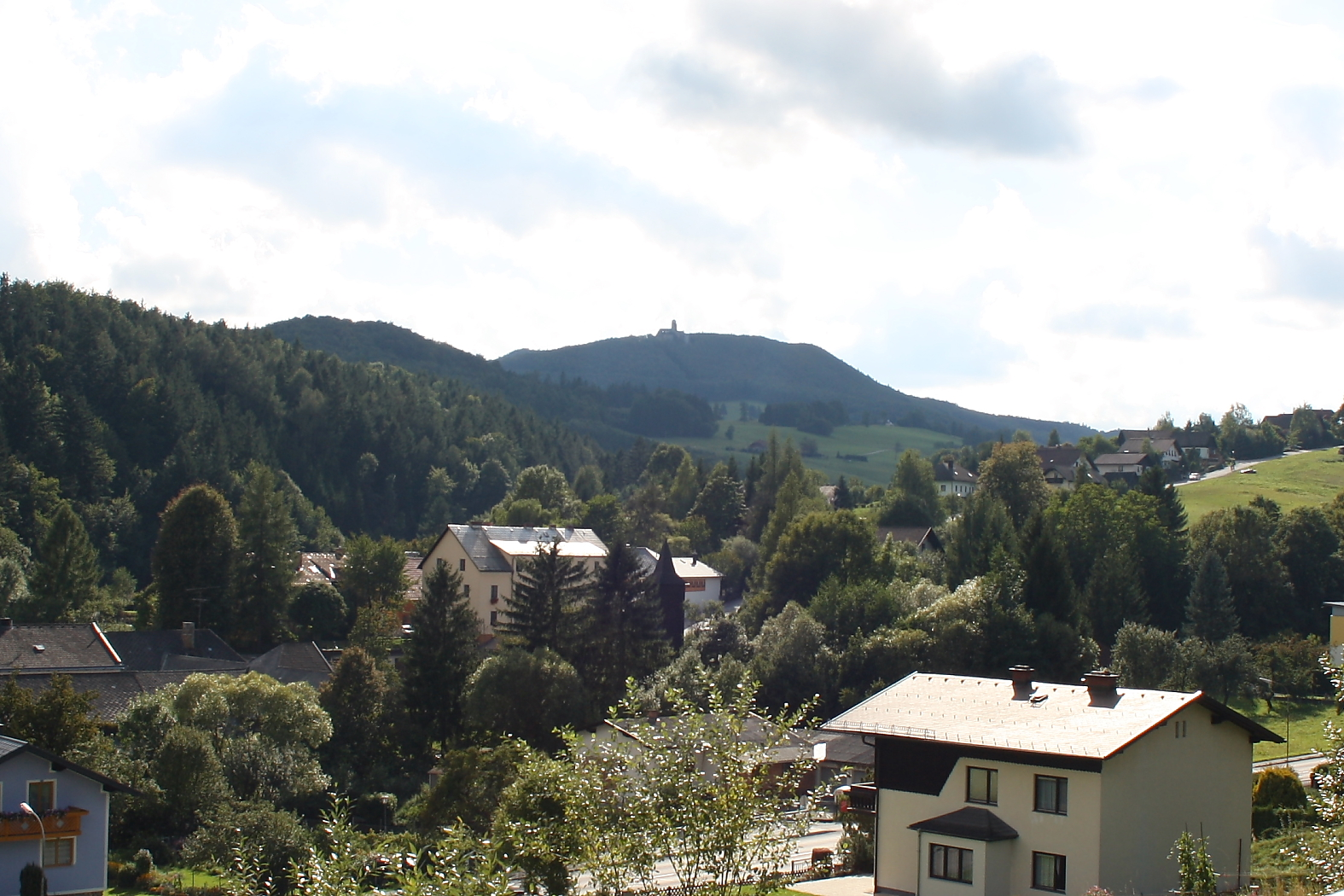

阿拉貝格山（德語：Araberg），是奧地利的山峰，位於該國東北部，由下奧地利州負責管轄，屬於古滕施泰因阿爾卑斯山脈的一部分，海拔高度814米，該山峰由落葉林覆蓋。